# Mister Undercover
Mister Undercover (Originaltitel: Corky Romano) ist eine US-amerikanische Filmkomödie aus dem Jahr 2001 von Rob Pritts mit dem aus der Comedyserie Saturday Night Live bekannten Comedian Chris Kattan in der Hauptrolle.

## Handlung
Der naive, gefühlvolle und pflichtbewusste Corky Romano, Assistenzarzt einer privaten Tierklinik, erfährt von seinem herzkranken und bettlägerigen Vater „Pops“, dass er das jüngste Mitglied eines berüchtigten Mafia-Clans ist. Die bevorstehende Aussage eines unbekannten Insiders könnte den italo-amerikanischen Patriarchen und seine beiden älteren raubeinigen Söhne Peter und Paulie ins Gefängnis bringen. Corky, der bisher dachte, sein Vater wäre ein Landschaftsdesigner, ist von dieser Erkenntnis wenig begeistert. Nun soll er als FBI-Agent getarnt belastendes Material aus den Büros der Bundespolizei mitgehen lassen. Da er seinen Vater nicht im Stich lassen will, lässt sich Corky auf die Mission ein.
Unter dem wenig schmeichelhaften Pseudonym „Pissant“ wird er dank eines frisierten Lebenslaufs, der ihm unter anderem die Beherrschung mehrerer Sprachen und Kampfsportarten bescheinigt, von seinem neuen Vorgesetzten Howard Shuster auf den im Verborgenen operierenden Heroinhändler „Night Vulture“ angesetzt. Corky versucht mehrmals, in den Beweisraum zu gelangen, wird jedoch jedes Mal abgelenkt und auf mehrere Ermittlungen und Razzien geschickt. Corkys häufige Fehler lösen das vorliegende Problem oft unbeabsichtigt und führen das FBI zu der Annahme, dass Corky komplizierte Strategien entwickelt hat. Er wird im Büro und in den lokalen Medien gelobt, sehr zum Missfallen von Shusters rechter Hand, dem athletischen und ehrgeizigen Agent Brick Davis. In der Folge kommt es zu handfesten internen Auseinandersetzungen zwischen Corky und Davis.
Corky entwickelt Gefühle für seine Kollegin, die FBI-Agentin Kate Russo, aber sie scheint sich nicht für ihn zu interessieren, bis sie Corky in der Romano-Villa trifft, zu der Russo als verdeckte Ermittlerin geschickt wurde, um weitere Beweise gegen die Familie zu sammeln. Corky überzeugt Russo, dass auch er verdeckt arbeitet, und freundet sich mit den Agenten Bob Cox und Terrence Darnell an. Cox und Darnell werden gefangen genommen, als sie versuchen, eines der Pops Casinos zu infiltrieren. Corky eilt zur Rettung, wird aber von den Türstehern erwischt. Diese erkennen ihn schließlich als Mitglied der Familie Romano und Corky bittet sie, seine Freunde gehen zu lassen.
Corky erhält die Beweisakte bezüglich Pops und entdeckt, dass sein Vater wegen Mordes angeklagt wird. Geschockt über diese Erkenntnis, konfrontiert er Pops, der jedoch vehement abstreitet, jemanden getötet zu haben. Russo stellt anhand von Familienfotoalben fest, dass Corky ein Romano und kein FBI-Agent ist. Das gesamte FBI-Büro durchsucht daraufhin die Romano-Villa, wo sich herausstellt, dass der Freund der Familie, Leo Corrigan, ein FBI-Informant ist und über das Ausmaß der Verbrechen der Familie, einschließlich des mutmaßlichen Mordes, gelogen hat. Es stellt sich zudem heraus, dass Brick Davis der gesuchte Drogenzar „Night Vulture“ ist. Corky schlägt Leo mit einer Lampe bewusstlos und Davis wird von seinen Agentenkollegen festgenommen.
Corky und Russo heiraten und Corky gewinnt den Respekt und die Liebe seiner gesamten Familie. Sein ehemaliger Chef der Tierklinik setzt sich zur Ruhe und übergibt Corky die Schlüssel zum Geschäft.

## Kritiken
James Berardinelli spottete auf ReelViews, Mister Undercover sei „der vielleicht effektivste Horrorfilm“ seit Blair Witch Project, und sogar „so entsetzlich“, dass er fast schreiend aus dem Kino gerannt wäre. Selbst Schindlers Liste enthalte mehr Lacher.
Roger Ebert nannte das Werk in der Chicago Sun-Times eine „hoffnungslos unwitzige Gangster-Parodie“. Die Schauspieler wirkten, als ob sie ihre Zweifel bezüglich des Projekts kaum zurückhalten könnten.

„Persiflage auf einschlägige Mafia-Filme, die sich auf die Hanswurstiaden des wieselflinken Hauptdarstellers verlässt. Dabei verkommt der Film zunehmend zur albern-vulgären Nummern-Revue, in der Unappetitlichkeiten die wenigen reizvollen Momente verdrängen.“

„Hauptdarsteller Chris Kattan ist so kriminell unkomisch, ein Grimassenkasper ohne jedes Charisma und Timing, dass man bei seiner unkoordinierten Zappelei gequält aufschreien möchte. Andererseits: Kattan bekam hier das Skript, das er verdient. Bescheuerter und schlampiger kann ein Kinoschwank kaum sein.“

„Viel Gehampel, viele müde Pointen, zwischendurch ein paar gelungene Jokes - das ist die Bilanz von "Mr. Undercover". Insgesamt ist die Gag-Dichte jedoch nicht sonderlich hoch, und einmal mehr zeigt sich, dass der Schritt von "Saturday Night Live"-Stars auf die Kinoleinwand für manchen zu groß ist.“

## Hintergrund
Die Produktion des Films kostete schätzungsweise 11 Millionen US-Dollar. Er spielte an den Kinokassen der USA 23,9 Millionen US-Dollar ein.